# Aliza Klimowicz
Aliza Klimowicz (ur. 3 sierpnia 1989 w Mińsku) – białoruska wioślarka.

## Osiągnięcia
- Mistrzostwa Europy – Ateny 2008 – ósemka – 3. miejsce[1].
- Mistrzostwa Świata U-23 – Račice 2009 – ósemka – 6. miejsce[1].